# Werner Schwab
Pour les articles homonymes, voir Schwab.
Werner Schwab est un dramaturge autrichien né à Graz le 4 février 1958 et mort dans la même ville le 1er janvier 1994
Auteur d'une quinzaine de pièces de théâtre décapantes et sans pitié pour la société occidentale, il se distingue par un style brut qui met sur le même plan l'« or » et la « merde ». Ses personnages se soulagent, sur scène, de diarrhées verbales dans des lieux sordides et lugubres, plein d'ordures et d'insanités répugnantes.
Ses pièces les plus connues sont Les Présidentes et Excédents de poids, insignifiant : amorphe, toutes deux publiées en 1990.
En 2006, en France, Les Présidentes a été mis en scène par Jan Bosse à la MC93 Bobigny.[évasif]
Il meurt à 35 ans, dans la nuit du 31 décembre 1994, chez une amie à Graz.